# Rajinikanth

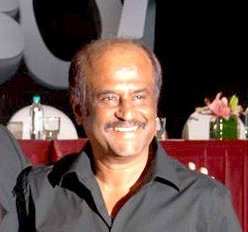
Rajinikanth im Jahr 2010

Rajinikanth (auch Rajnikant, Rajnikanth, Rajinikant oder Rajinikanth; Tamil ரஜினிகாந்த்; Kannada ರಜನೀಕಾಂತ್; Marathi रजनीकांत Rajanīkānt; * 12. Dezember 1950 in Bengaluru, Karnataka) ist ein indischer Filmschauspieler des tamilischen und des Hindi-Films. Er genießt in der indischen Filmszene besonders großes Ansehen. Noch vor den Stars des Hindi-Films ist er der höchstbezahlte Filmschauspieler Indiens.

## Leben
Rajinikanth wurde unter dem Namen Shivajirao Gaekwad als viertes Kind marathischer Eltern geboren; sein Vater war Polizist. Er arbeitete zunächst als Busschaffner in Bengaluru und ging 1974 nach Madras, um Schauspieler zu werden. Dort besuchte er das Madras Film Institute in Adyar/Taramani. Sein Filmdebüt hatte er 1975 in einer kleinen Rolle in S. R. Puttanna Kanagals Episodenfilm Katha Sangama (im dritten Teil Munithayi). Im selben Jahr trat er in dem Film Apoorva Ragangal von K. Balachander erstmals unter dem Pseudonym „Rajinikanth“ auf. In seinen frühen Filmen wurde er in Negativrollen – häufig neben Kamalahasan – besetzt und spielte Machos, Chauvinisten und Pornoproduzenten. Dabei entwickelte er seinen besonderen Schauspielstil mit seinem immer wiederkehrenden Markenzeichen: eine Zigarette in die Luft zu schnipsen und mit dem Mund aufzufangen. Mit Make-up, das seinen dunklen Teint kaschiert, notorischem Overacting und unnatürlichen Energieausbrüchen wurde er bis zum Ende der 1980er Jahre zu einem Star des tamilischen Films, dessen Popularität nur mit der M. G. Ramachandrans vergleichbar ist.
Sein Hindi-Filmdebüt hatte er 1983 neben Amitabh Bachchan in Andha Kanoon. Beide waren gemeinsam auch in Giraftaar (1985) und Hum (1991) zu sehen. Im tamilischen Film erlebte er bis Ende der 1990er Jahre den Höhepunkt seiner Karriere und reduzierte die Anzahl seiner jährlichen Filmauftritte drastisch. Inzwischen gilt er als der höchstvergütete indische Schauspieler. Sein Film Chandramukhi (2005) wurde auch auf Deutsch synchronisiert.
Im Jahr 2000 wurde Rajinikanth mit dem Staatsorden Padma Bhushan geehrt, 2016 erhielt er den Padma Vibhushan.

## Filmografie
| - 1975: Katha Sangama - 1975: Apoorva Ragangal - 1976: Moondru Moodichu - 1976: Katha - 1977: Aadu Puli Atham - 1977: Aaru Pushpangal - 1977: Avargal - 1977: Bhuvana Oru Kelvi Kuri - 1977: Gayatri - 1977: Kavikuyil - 1977: Raghupati Raghava Rajaram - 1977: Pathinaru Vayathinile - 1977: Chilakamma Cheppindi - 1977: Ame Katha - 1977: Sahodarara Saval - 1977: Kumkuma Rakshe - 1977: Galate Samsara - 1977: Tholireyi Gadichindi - 1978: Ayiram Janmangal - 1978: Aval Appadithan - 1978: Bhairavi - 1978: En Kelvikku Enna Bathil - 1978: Iraivan Kodutha Varam - 1978: Elamai Vunjaladugiradhu - 1978: Justice Gopinath - 1978: Mangudi Minor - 1978: Mullum Malarum - 1978: Pavathin Sambalam - 1978: Chandarangam - 1978: Shankar Saleem Simon - 1978: Thayi Meethu Satyam - 1978: Thappidaq Thala/Thappu Thalangal - 1978: Vanakathukuria Kathaliye - 1978: Priya - 1978: Anna Dammula Saval - 1978: Kiladi Kittu - 1978: Matu Tappada Maga - 1979: Kuppathu Raja - 1979: Ninaithale Inikkum - 1979: Thayillamal Nannilal - 1979: Dharma Yuddham - 1979: Arulirundhu Arupadhu Varai - 1979: Amma Evarikaina Amma - 1979: Naan Vazhavippen - 1979: Annai Oru Alayam - 1979: Allavudeenum Albutha Velakkum/Allavudeenum Arputha Vilakkum - 1979: Tiger - 1979: Andamaina Anubhavam - 1980: Billa - 1980: Anbukku Naan Adimai - 1980: Ram Robert Rahim - 1980: Naan Potta Saval - 1980: Kali - 1980: Johnny - 1980: Ellam En Kairasi - 1980: Polladhavan - 1980: Murattu Kalai - 1980: Mayadari Krishnudu - 1980: Mr. Rajnikant - 1980: Kurinchi Malar | - 1981: Thee - 1981: Thillu Mullu - 1981: Kazhugu - 1981: Netrikkan - 1981: Garjanai - 1981: Ranuva Veeran - 1982: Agni Satchi - 1982: Pookkari Raja - 1982: Puthu Kavithai - 1982: Ranga - 1982: Thanikatu Raja - 1982: Engeyo Ketta Kural - 1983: Payum Puli - 1983: Adutha Varisu - 1983: Sasthi Viratam - 1983: Sigappu Suryan - 1983: Thayi Veedu - 1983: Thanga Magan - 1983: Thudikkum Karangal - 1983: Uruvavugal Malaram - 1983: Moondru Mugam - 1983: Prema Pariksha - 1983: Andha Kanoon - 1983: Jeet Hamari - 1984: Anbulla Rajanikant - 1984: Kayi Kodukkum Kayi - 1984: Naan Mahaan Alla - 1984: Nallavanukku Nallavan - 1984: Thambikku Entha Ooru - 1984: Tiger Rajani - 1984: Takkaridonga - 1984: Rowdycaku Saval - 1984: Nuvva Nena - 1984: Ithe Naa Saval - 1984: Meri Adalat - 1984: Gangvaa - 1984: John Jani Janardan - 1984: Aakhri Sangram - 1984: Zulm Ki Zanjeer - 1985: Chithirame Chithirame - 1985: Padikkadhavan - 1985: Shri Raghavendrar - 1985: Naan Sigappu Manithan - 1985: Un Kannil Neer Vazhindal - 1985: Mahaguru - 1985: Wafadaar - 1985: Bewafai - 1985: Girafdaar - 1985: Aaj Ka Dada - 1985: Mera Inteqam - 1985: Nyayam Meere Cheppali - 1985: Yaar - 1986: Naan Adimai Illai - 1986: Viduthalai - 1986: Maaveeran - 1986: Jeevana Poratam - 1986: Mr. Bharat - 1986: Bhagwan Dada - 1986: Asli Naqli - 1986: Dosti Dushmani | - 1987: Velaikkaran - 1987: Insaaf Kaun Karega - 1987: Uttar Dakshin - 1987: Oor Kavalan - 1987: Manithan - 1987: Sattam Oru Vilayattu - 1987: Daku Hasina - 1987: Manadhil Urudhi Vendhum - 1988: Guru Shishyan - 1988: Dharmathin Thalaivan - 1988: Kodiparakkuthu - 1988: Tamacha - 1989: Rajadhi Raja - 1989: Shiva - 1989: Raja Chinna Roja - 1989: Mappillai - 1989: Bhrashtachar - 1989: Chaalbaaz - 1989: Gair Kanooni - 1989: En Purushanthan Enakkum Mattumthan - 1989: Bloodstone - 1990: Panakkaran - 1990: Dharmadurai - 1990: Adisaya Piravi - 1991: Dalapathi - 1991: Mannan - 1991: Hum - 1991: Phool Bane Angarey - 1991: Shanti Kranti - 1991: Nattukoru Nallavan - 1991: Farishte - 1991: Khoon Ka Karz - 1991: Sivaranjani - 1992: Annamalai - 1992: Pandian - 1992: Tyaagi - 1993: Yajaman - 1993: Uzhaippali - 1993: Valli - 1993: Insaniyat Ka Devata - 1994: Veera - 1994: Badsha - 1995: Peda Rayudu - 1995: Aatank Hi Aatank - 1995: Bhagyadevata - 1995: Muthu - 1997: Arunachalam - 1997: Krantikari - 1999: Padaiyappa - 2000: Bulandi - 2002: Baba - 2005: Der Geisterjäger (Chandramukhi) - 2007: Sivaji - 2008: Kuselan - 2010: Endhiran - The Robot - 2011: Ra.One - 2014: Kochadaiiyaan - The Legende - 2014: Lingaa - 2016: Kabali - 2018: Kaala - 2018: 2.0 - 2019: Petta - 2020 PONGAL: Darbar - 2021: Annaathe - 2023: Jailer |